# فرانک سوازی
فرانک سوازی (به فرانسوی: Franck Sauzée) بازیکن فوتبال و هافبک اهل فرانسه است که از سال ۱۹۸۸ تا ۱۹۹۳ میلادی عضو تیم ملی فوتبال فرانسه بوده‌است. وی در ۳۹ بازی ملی حضور داشته است و در بازی‌های ملی‌اش ۹ گل به ثمر رساند.